# Parvillers-le-Quesnoy
Parvillers-le-Quesnoy é uma comuna francesa na região administrativa de Altos da França, no departamento de Somme. Estende-se por uma área de 9,5 km². Em 2010 a comuna tinha 237 habitantes (densidade: 24,9 hab./km²).